# T.ラック
T.ラック（ティー ラック、6月14日 - ）は、日本の男性声優。神奈川県出身。血液型はA型。以前はムーブマンに所属していた。旧名：T-Lac。

## 出演作品

### 吹き替え
- エイリアス
- エバーウッド 遥かなるコロラド（パーチ）
- グッド・ワイフ
- クリミナル・マインド FBI行動分析課
- コールドケース
- ゴシップガール（ハロルド）
- ザ・パシフィック（ホールの隊員）
- 新ビバリーヒルズ青春白書（マックス）
- 天使の誘惑（ナム・ジュスン〈チン・テヒョン〉）[1]
- トンイ
- マネーボール（スコット・ハッテバーグ〈クリス・プラット〉）
- ロッキー・ザ・ファイナル（マックス）
- LOST（医師）

### ゲーム
- 白騎士物語 -光と闇の覚醒-

### ナレーション
- 千葉銀行